# Ян Штястни
Ян Штястни (англ. Yan Stastny; нар. 30 вересня 1982, Квебек) — американський хокеїст, що грав на позиції центрального нападника. Грав за збірну команду США.
Син відомого хокеїста Петера Штястного, а також племінник Антона та Маріана Штястних. Старший брат Пола також в минулому хокеїста.

## Ігрова кар'єра
Хокейну кар'єру розпочав 1998 року виступаючи за молодіжний склад «Сент-Луїс Блюз». Надалі виступав за американські команди коледжу та університету. У 2018 році один із коледжів штату Міссурі закріпив за ним 26-й номер під яким він виступав.
2002 року був обраний на драфті НХЛ під 259-м загальним номером командою «Бостон Брюїнс».
Перш ніж розпочати кар'єру в Північній Америці, Ян відіграв два сезони в Європі за німецький клуб «Нюрнберг Айс-Тайгерс», після чого повернувся до США.
Сезон 2005–06 Ян провів у складі команди АХЛ «Айова Старс». 1 березня 2006 року він дебютував у складі «Едмонтон Ойлерс» в НХЛ у матчі проти «Сент-Луїс Блюз». У 2006 році Яна обміняли на гравця «Бостон Брюїнс». 16 січня 2007 року бостонці обміняли його з клубом «Сент-Луїс Блюз».
3 березня 2010 року «сині» обміняли Штястни в «Ванкувер Канакс», в якому він так і не провів жодної гри. 29 червня 2010 року Ян приєднався до російського клубу ЦСКА (Москва).
Надалі він сезон відіграв за шведську команду «Мора ІК». 31 серпня 2015 року підписав однорічну угоду з німецькою командою «Швеннінгер».
Після шести років у Європі на правах вільного агента Ян повернувся до Північної Америки, де приєднався до свого брата Пола в тренувальному таборі «Сент-Луїс Блюз». У жовтні того ж року підписав контракт з чеським клубом «Вітковіце».
У сезоні 2017–18 років захищав кольори команди «Лустенау».
Загалом провів 91 матч у НХЛ.
Виступав за збірну США, на головних турнірах світового хокею провів 21 гру в її складі.

## Статистика

### Клубні виступи
| Сезон        | Клуб                      | Ліга         | Регулярний сезон | Регулярний сезон | Регулярний сезон | Регулярний сезон | Регулярний сезон | Плей-оф | Плей-оф | Плей-оф | Плей-оф | Плей-оф |
| Сезон        | Клуб                      | Ліга         | І                | Г                | П                | О                | ШХ               | І       | Г       | П       | О       | ШХ      |
| ------------ | ------------------------- | ------------ | ---------------- | ---------------- | ---------------- | ---------------- | ---------------- | ------- | ------- | ------- | ------- | ------- |
| 1998–99      | «Сент-Луїс Блюз» (юніори) | ПАХЛ         |                  |                  |                  |                  |                  |         |         |         |         |         |
| 1999–2000    | «Сент-Луїс Стінг»         | ПАХЛ         | 45               | 12               | 23               | 35               | 77               | —       | —       | —       | —       | —       |
| 2000–01      | «Сент-Луїс Стінг»         | ПАХЛ         | 6                | 0                | 2                | 2                | 23               | —       | —       | —       | —       | —       |
| 2000–01      | «Омаха Лансерс»           | ХЛСШ         | 44               | 17               | 14               | 31               | 101              | 11      | 6       | 6       | 12      | 12      |
| 2001–02      | Університет Нотр-Дам      | НКАА         | 33               | 6                | 11               | 17               | 38               | —       | —       | —       | —       | —       |
| 2002–03      | Університет Нотр-Дам      | НКАА         | 39               | 14               | 9                | 23               | 44               | —       | —       | —       | —       | —       |
| 2003–04      | «Нюрнберг Айс-Тайгерс»    | ДХЛ          | 44               | 9                | 20               | 29               | 83               | 6       | 0       | 1       | 1       | 6       |
| 2004–05      | «Нюрнберг Айс-Тайгерс»    | ДХЛ          | 51               | 24               | 30               | 54               | 60               | 6       | 2       | 1       | 3       | 8       |
| 2005–06      | «Айова Старс»             | АХЛ          | 51               | 14               | 17               | 31               | 42               | —       | —       | —       | —       | —       |
| 2005–06      | «Едмонтон Ойлерс»         | НХЛ          | 3                | 0                | 0                | 0                | 0                | —       | —       | —       | —       | —       |
| 2005–06      | «Бостон Брюїнс»           | НХЛ          | 17               | 1                | 3                | 4                | 10               | —       | —       | —       | —       | —       |
| 2005–06      | «Провіденс Брюїнс»        | АХЛ          | —                | —                | —                | —                | —                | 6       | 0       | 5       | 5       | 12      |
| 2006–07      | «Бостон Брюїнс»           | НХЛ          | 21               | 0                | 2                | 2                | 19               | —       | —       | —       | —       | —       |
| 2006–07      | «Провіденс Брюїнс»        | АХЛ          | 11               | 3                | 9                | 12               | 12               | —       | —       | —       | —       | —       |
| 2006–07      | «Пеорія Рівермен»         | АХЛ          | 39               | 11               | 17               | 28               | 35               | —       | —       | —       | —       | —       |
| 2007–08      | «Пеорія Рівермен»         | АХЛ          | 43               | 13               | 11               | 24               | 69               | —       | —       | —       | —       | —       |
| 2007–08      | «Сент-Луїс Блюз»          | НХЛ          | 12               | 1                | 1                | 2                | 9                | —       | —       | —       | —       | —       |
| 2008–09      | «Сент-Луїс Блюз»          | НХЛ          | 34               | 3                | 4                | 7                | 20               | —       | —       | —       | —       | —       |
| 2008–09      | «Пеорія Рівермен»         | АХЛ          | 30               | 12               | 7                | 19               | 21               | 6       | 2       | 2       | 4       | 2       |
| 2009–10      | «Пеорія Рівермен»         | АХЛ          | 49               | 10               | 17               | 27               | 51               | —       | —       | —       | —       | —       |
| 2009–10      | «Сент-Луїс Блюз»          | НХЛ          | 4                | 1                | 0                | 1                | 0                | —       | —       | —       | —       | —       |
| 2009–10      | «Манітоба Мус»            | АХЛ          | 16               | 2                | 4                | 6                | 18               | 6       | 2       | 2       | 4       | 8       |
| 2010–11      | ЦСКА (Москва)             | КХЛ          | 49               | 5                | 8                | 13               | 52               | —       | —       | —       | —       | —       |
| 2011–12      | «Томас Сабо Айс Тайгерс»  | ДХЛ          | 40               | 14               | 21               | 35               | 92               | —       | —       | —       | —       | —       |
| 2012–13      | «Томас Сабо Айс Тайгерс»  | ДХЛ          | 42               | 16               | 17               | 33               | 83               | 3       | 1       | 4       | 5       | 2       |
| 2013–14      | «Томас Сабо Айс Тайгерс»  | ДХЛ          | 28               | 9                | 13               | 22               | 44               | 4       | 1       | 0       | 1       | 8       |
| 2014–15      | «Мора ІК»                 | Аллсв        | 23               | 1                | 4                | 5                | 12               | —       | —       | —       | —       | —       |
| 2015–16      | «Швеннінгер»              | ДХЛ          | 38               | 10               | 10               | 20               | 10               | —       | —       | —       | —       | —       |
| 2016–17      | «Вітковіце»               | ЧЕ           | 37               | 7                | 7                | 14               | 26               | 5       | 0       | 0       | 0       | 0       |
| 2017–18      | «Лустенау»                | АльпХЛ       | 39               | 25               | 28               | 53               | 22               | —       | —       | —       | —       | —       |
| Усього в ДХЛ | Усього в ДХЛ              | Усього в ДХЛ | 243              | 82               | 111              | 193              | 372              | 19      | 4       | 6       | 10      | 24      |
| Усього в АХЛ | Усього в АХЛ              | Усього в АХЛ | 239              | 65               | 82               | 147              | 248              | 18      | 4       | 9       | 13      | 22      |
| Усього в НХЛ | Усього в НХЛ              | Усього в НХЛ | 91               | 6                | 10               | 16               | 58               | —       | —       | —       | —       | —       |

### Збірна
| Рік                | Команда            | Турнір             | Місце              | І  | Г | П | О | ШХ |
| ------------------ | ------------------ | ------------------ | ------------------ | -- | - | - | - | -- |
| 2005               | США                | ЧС                 | 6-е                | 7  | 2 | 0 | 2 | 6  |
| 2006               | США                | ЧС                 | 7-е                | 7  | 1 | 0 | 1 | 2  |
| 2011               | США                | ЧС                 | 8-е                | 7  | 1 | 1 | 2 | 4  |
| Національна збірна | Національна збірна | Національна збірна | Національна збірна | 21 | 4 | 1 | 5 | 12 |